# San Andrés y Sauces
San Andrés y Sauces – gmina w Hiszpanii, w prowincji Santa Cruz de Tenerife, we wspólnocie autonomicznej Wysp Kanaryjskich, o powierzchni 42,75 km². W 2011 roku gmina liczyła 4637 mieszkańców.